# Kiskáránd
Kiskáránd (Cărănzel), település Romániában, a Partiumban, Bihar megyében.

## Fekvése
A Király-erdő alatt, Magyarcsékétől délnyugatra, Félixfürdőtől délkeletre, a Káránd-patak mellett, Nagykáránd és Körösmart közt fekvő település.

## Története
Kiskáránd, Káránd nevét 1552-ben, majd 1587-ben említette először oklevél Kyskarand néven.
1808-ban Káránd (Kis-), 1888-ban Puszta-Kis-Káránd néven írták.
A település egykori birtokosa a váradi püspökség volt
.
1851-ben Fényes Elek írta a településről:
Bihar vármegyében, puszta, 180 hold szántófölddel, 20 hold réttel, 591 hold erdővel. Ezeket
haszonbérben tartja 25 óhitü család a váradi deák püspöktől.
1910-ben 190 lakosából 2 magyar, 188 román volt. Ebből 3 görögkatolikus, 186 görögkeleti ortodox volt.
A trianoni békeszerződés előtt Bihar vármegye Magyarcsékei járásához tartozott.